# Schloss Siedlinghausen

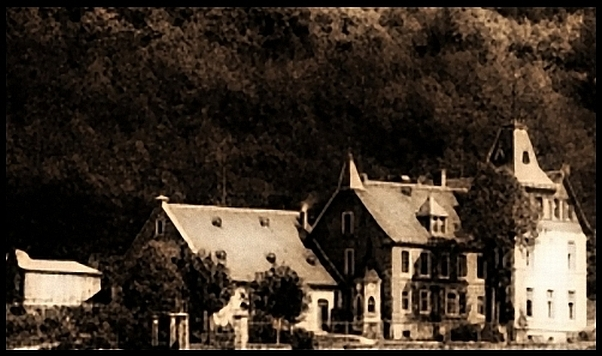
Altes Schloss, vor Modernisierung 1966

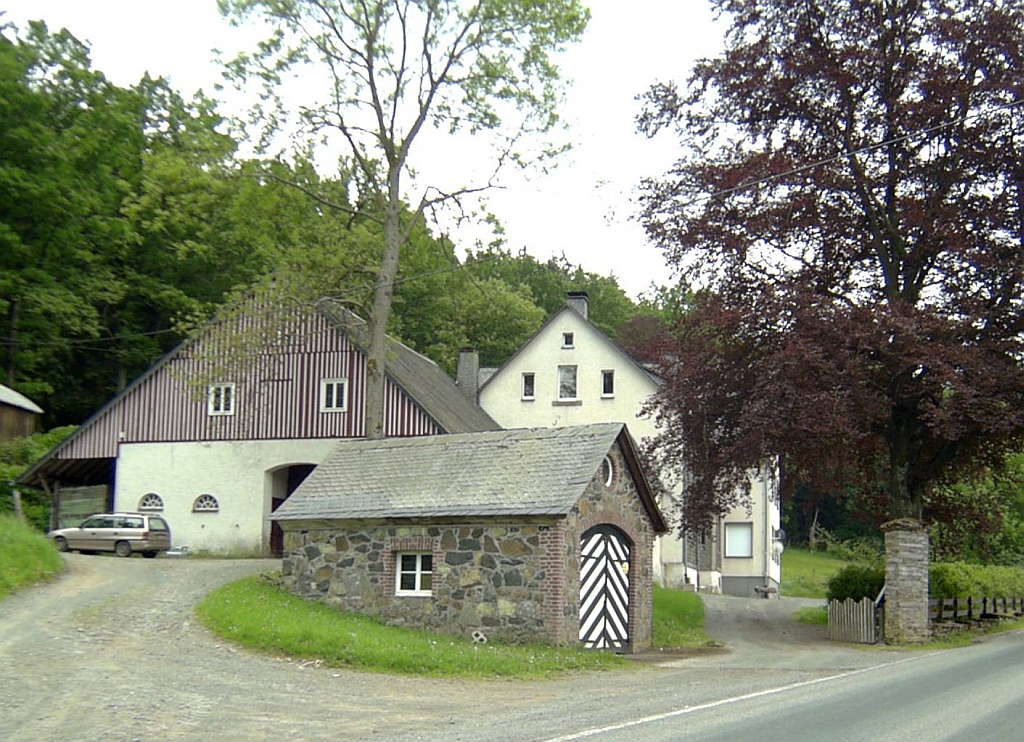
Ehemaliges Jagdschloss Siedlinghausen, 2007

Das ehemalige Jagdschloss Siedlinghausen liegt rund drei Kilometer vor der Ortsmitte Siedlinghausens entfernt am Fuße des Steinbergs (713 m) an der L 742 zwischen Siedlinghausen und dem Schmallenberger Stadtteil Rehsiepen in der Nähe des Flusses Neger. Westlich der Landstraße liegt direkt das Naturschutzgebiet Neger- und Birautal.

## Geschichte
Siedlinghausen wurde erstmals 1314 im Güterverzeichnis des Stift Meschede erwähnt. Der Name ist vermutlich auf „Sedelhof“ (Herrenhof, Sitz der Adligen) zurückzuführen.
Das adelige Haus war von Beginn an bedeutsam für Siedlinghausen. Das Gut stand um 1300 zunächst am Potthof in Siedlinghausen.
Nach der Übernahme des Gutes um 1370 durch die Familie von Gaugreben baute zehn Jahre später der neue Eigentümer auf dem Wolfhagen ein neues Domizil. Bis 1657 blieb das Gut im Besitz der Familie von Gaugreben. Danach fiel es durch Erbfolge an Caspar Christian Vogt von Elspe, der auch neue Gutsgebäude errichten ließ. 
Von 1750 bis 1810 gelangte das Gut Siedlinghausen wiederum durch Erbfolge in den Besitz der Familie von Vincke. Diese boten 1810 zunächst der Gemeinde das Gut zum Kauf an. Nachdem der Gemeinderat den Kauf abgelehnt hatte, erwarb Freiherr Friedrich Leopold von Fürstenberg den Besitz. Der Freiherr ließ anschließend das ramponierte Gutsgebäude abreißen. Die Ansicht der ehemaligen Burg Siedlinghausen ist nur noch auf einer alten Jagdgrenzkarte von 1658 im Herdringer Archiv erhalten.
1858 erhält Freiherr von Fürstenberg von der Gemeinde eine Baugenehmigung für den Bau eines Jagdschlosses. Im Jahre 1966 wurde das Schloss in ein Wohnhaus umgebaut. Hierbei ist die Fassade des Gebäudes entfeinert worden, was dem Gebäude eine zeitgemäßere Optik geben sollte.
Heute bietet eine Hotelgesellschaft hier Ferienwohnungen unter der Bezeichnung Jagdschloss Siedlinghausen an.